# Henry Bernard
Henry Bernard (Albertville, 21 febbraio 1912 – Parigi, 10 dicembre 1994) è stato un architetto e urbanista francese.
Figlio di Henri e Louise Jeanne Marie "Lily" Vallat, i suoi genitori si sposarono il 22 maggio 1911 a Sury-le-Comtal. Bernard aveva due fratelli, Pierre, nato nel 1913, e Jean, nato nel 1933 da un altro matrimonio.

## Biografia
Conseguì il diploma in architettura nel 1938. Nello stesso anno vinse il primo premio al Prix de Rome. Successivamente lavorò come architetto responsabile degli edifici civili e dei monumenti nazionali, posizione occupata nella ristrutturazione di edifici storici. Lavorò anche come urbanista per la città di Grenoble, direttore dell'Atelier parisien d'urbanisme e direttore dello studio dell'École nationale supérieure des beaux-arts. Venne eletto all'Académie des beaux-arts nel 1968, in sostituzione di Jean Dupas. Divenne presidente di tale istituzione nel 1988 e occupò la posizione fino alla sua morte nel 1994.

## Opere

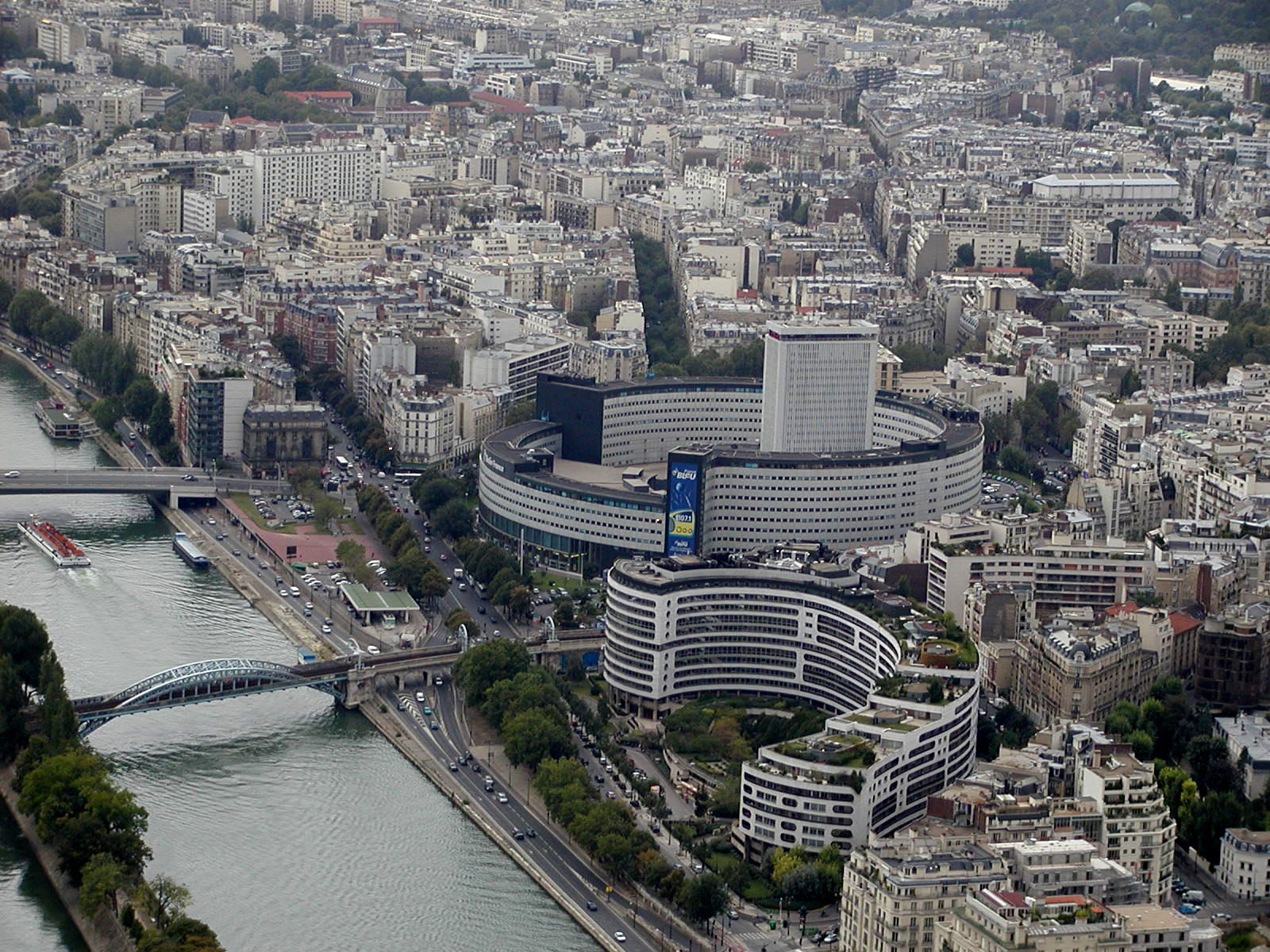
La Maison de la Radio

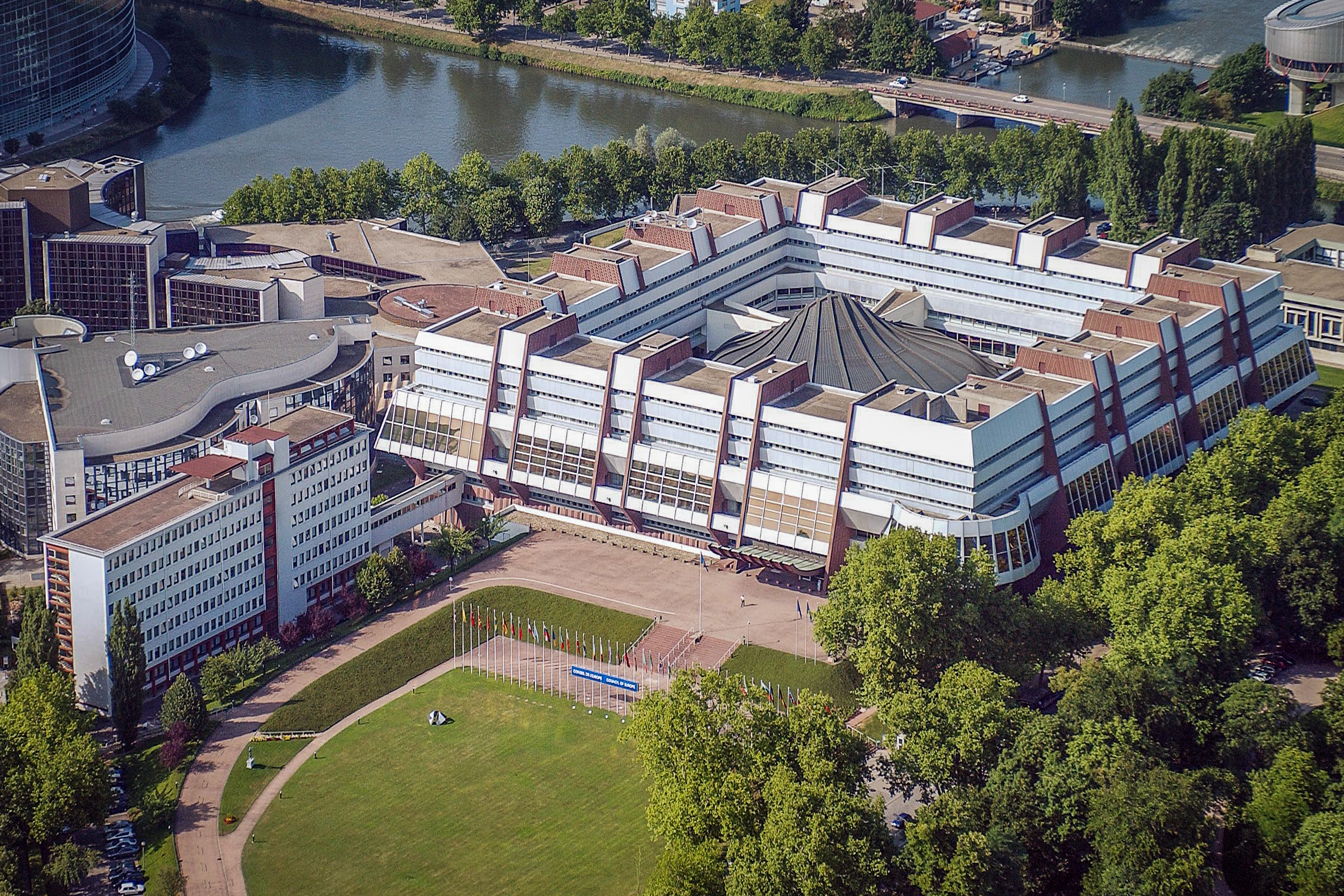
Palazzo d'Europa

Dopo la seconda guerra mondiale, partecipò alla ricostruzione di Caen, sotto la direzione di Marc Brillaud de Laujardière.
- Campus 1 dell'Università di Caen Bassa Normandia (1948–1957), edificio protetto nel 2012[1]
- Chiesa di San Giuliano (1954-1963), edificio protetto nel 2007
- Palazzo d'Europa,[2] del Consiglio d'Europa a Strasburgo (1974-1977)
- Maison de la Radio, Parigi (1952-1963)
- Edificio della prefettura della Val-d'Oise a Cergy (1969)
- Gli ospedali universitari di Caen, Tours e Grenoble